# Подборовье-3
Подборовье-3 — деревня в Торошинской волости Псковского района Псковской области России.
Расположена в 12 км к востоку от Пскова и в 10 км к югу от деревни Торошино.

## Население
| 2001 | 2002 | 2010 |
| ---- | ---- | ---- |
| 340  | ↘311 | ↘289 |